# التاريخ الإجرامي للمسيحية (كتاب)
التاريخ الإجرامي للمسيحية (بالألمانية: Kriminalgeschichte des Christentums) هو العمل الرئيسي للمؤلف وناقد الكنيسة كارلهاينز ديشنر. وهو يصف سوء السلوك ويعزوه إلى مختلف الكنائس المسيحية والطوائف والمذاهب المسيحية، وتاريخ الحكام المسيحيين، وكذلك ممثليها وملوك المسيحية خلال التاريخ المسيحي. العمل يغطي كل تاريخ المسيحية من بدايات الكتاب المقدس وحتى الوقت الحاضر. وقد نشر في عشرة مجلدات ابتداء من عام 1986، مع المجلد الأخير في مارس 2013.
جزء أو كل ترجمة الكتاب جرى نشرها إلى اللغات الأخرى كالإيطالية والإسبانية والروسية والبولندية والعربية.

## ملخص الكتاب
في مقدمة الأعمال الكاملة، وهو بداية المجلد الأول، كارلهاينز ديشنر يوضح نيته من خلال البدء مع ما لا يمكن العثور عليه في عمله: «ما الجانب المشرق في المسيحية» أي أنه لن يجاوب على هذا السؤال. يقول («ينبغي للمرء أن يستمع إلى الجانب الآخر أيضا») يريد كارلهاينز ديشنر موازنة صعود التمجيد الهائل للمسيحية. أيضا، لأنه لا يريد أن يكتب عن مزاعم الآثار الإيجابية للمسيحية «في بعض الحالات». بدلا من ذلك، هو يريد أن يثبت أن دعاة المثل الأخلاقية الأساسية ليس فقط جزئيا ولكن بشكل تام فاشلين في ذلك.
كارلهاينز ديشنر يستبق الانتقادات الرئيسية لعمله، وهي محاباة اختيار الحقائق، ويجيب هذا الانتقاد بوضوح. بأن هدفه ليس تاريخ الكنائس، ولكن توضيحا كل المظاهر المسيحية (بما في ذلك غير الكنسية). سيتم قياس هذا ليس بالمصطلحات العامة فقط، مثل الجريمة أو الإنسانية، ولكن أيضا للأفكار الأخلاقية المركزية لل الأناجيل الإزائية، وكذلك سينتقد الرؤية الذاتية للمسيحية باعتبارها دين بالبشرى والمحبة والسلام، وما إلى ذلك، وأيضا تجاهل مطالب الكنيسة اللاحقة، مثل حظر الخدمة العسكرية (لأول مرة لجميع المسيحيين، ثم لرجال الدين، فقط)، وفرض حظر على السيمونية (الشرطونية)، وأخذ الفائدة والربا وغيرها الكثير.

## قائمة المجلدات للكتاب
يقع الكتاب في عشر مجلدات كبيرة، كل مجلد يتضمن ألف صفحة، وكل مجلد يعرض لفترة من تاريخ الكنيسة والمجلد الأخير يتكلم عن الكنيسة حتى الوقت الحالي.